# Бояринцев, Юрий Ефремович
Юрий Еремеевич Бояринцев (12 мая 1933 года, п. Полевской Свердловской области — 23 ноября 2012 года, Иркутск) — советский и российский математик, доктор физико-математических наук, профессор. Создатель советской школы по изучению линейных и нелинейных АДС (алгебро-дифференцированныжх систем).

## Биография
Родился в 1933 году в Свердловской области. В 1951 году окончил общеобразовательную школу и поступил в Уральский государственный университет на физико-математический факультет.
В 1956 году, после завершения вуза, был направлен на работу во Всесоюзный научно-исследовательский институт технической физики. Первые научные работы Бояринцева посвящены теории разностных схем. Результатом этих исследований стала кандидатская диссертация по теме «О сходимости разностных схем с переменными коэффициентами».
После защиты диссертации он был назначен заведующим лабораторией в Вычислительном центре СО АН СССР в Новосибирске. 
Одним из первых в стране, под влиянием своего учителя акад. Н.Н. Яненко, занялся исследованиями в области интервального анализа и его приложений. В 1968-1970 годах читал в Новосибирском университете специальный курс "Интервальный анализ". 
В 1971 году переехал в Иркутск, где стал работать в должности заведующего кафедрой вычислительной математики в Иркутском государственном университете. Параллельно с работой в вузе он организовал и наладил работу лаборатории вычислительной математики в Сибирском энергетическом институте (СЭИ) СО АН СССР.
Научная деятельность ученого, в тот период, посвящена исследованию сингулярных (вырожденные) систем дифференциальных уравнений, включая начальные и краевые задачи для них, с целью построения эффективных численных методов для их решения.
В 1983 году он защитил докторскую диссертацию на тему «Вырожденные системы обыкновенных дифференциальных и разностных уравнений».
Им были разработаны основы теории алгебро-дифференцированных систем, к которым сводятся определенные классы систем, встречающихся во многих приложениях (математическое моделирование электронных систем, теория автоматического и оптимального управления с фазовыми ограничениями и так далее).
Является автором большого количества научных работ, среди которых 7 монографий.
Скончался в 2012 году в Иркутске.

## Труды
- Bojarincev, Ju. E. On Convergence of Difference Schemes for the Waveequation with Variable Coefficients / Ju. E. Bojarincev // Dokl. Akad. Nauk SSSR. — 1965. — V. 165. — P. 474—475. (in Russian)
- Бояринцев, Ю. Е. О сходимости разностных схем для уравнений с переменными коэффициентами / Ю. Е. Бояринцев // Тр. МИАН СССР. — 1966. — Т. 74. — C. 16-37
- Бояринцев, Ю. Е. Об одном способе решения нестационарного уравнения переноса / Ю. Е. Бояринцев, О. П. Узнадзе // Журнал вычислительной математики и математической физики. — 1967. — Т. 7, № 6. — C. 1406—1413.
- Бояринцев, Ю. Е. Об устойчивости метода квазиобращения при решении некорректных эволюционных уравнений / Ю. Е. Бояринцев, В. Г. Васильев // Журнал вычислительной математики и математической физики. — 1969. — Т. 9, № 4. — C. 951—952
- Бояринцев, Ю. Е. Регулярные и сингулярные системы линейных обыкновенных дифференциальных уравнений / Ю. Е. Бояринцев. — Новосибирск: Наука. Сиб. отделение, 1980. — 222 с.
- Бояринцев, Ю. Е. Методы решения вырожденных систем обыкновенных дифференциальных уравнений / Ю. Е. Бояринцев. — Новосибирск: Наука, 1988. — 158 с.
- Бояринцев, Ю. Е. Линейные и нелинейные алгебро-дифференциальные системы / Ю. Е. Бояринцев. — Новосибирск: Наука, 2000. — 222 с.